# Slottsbacken

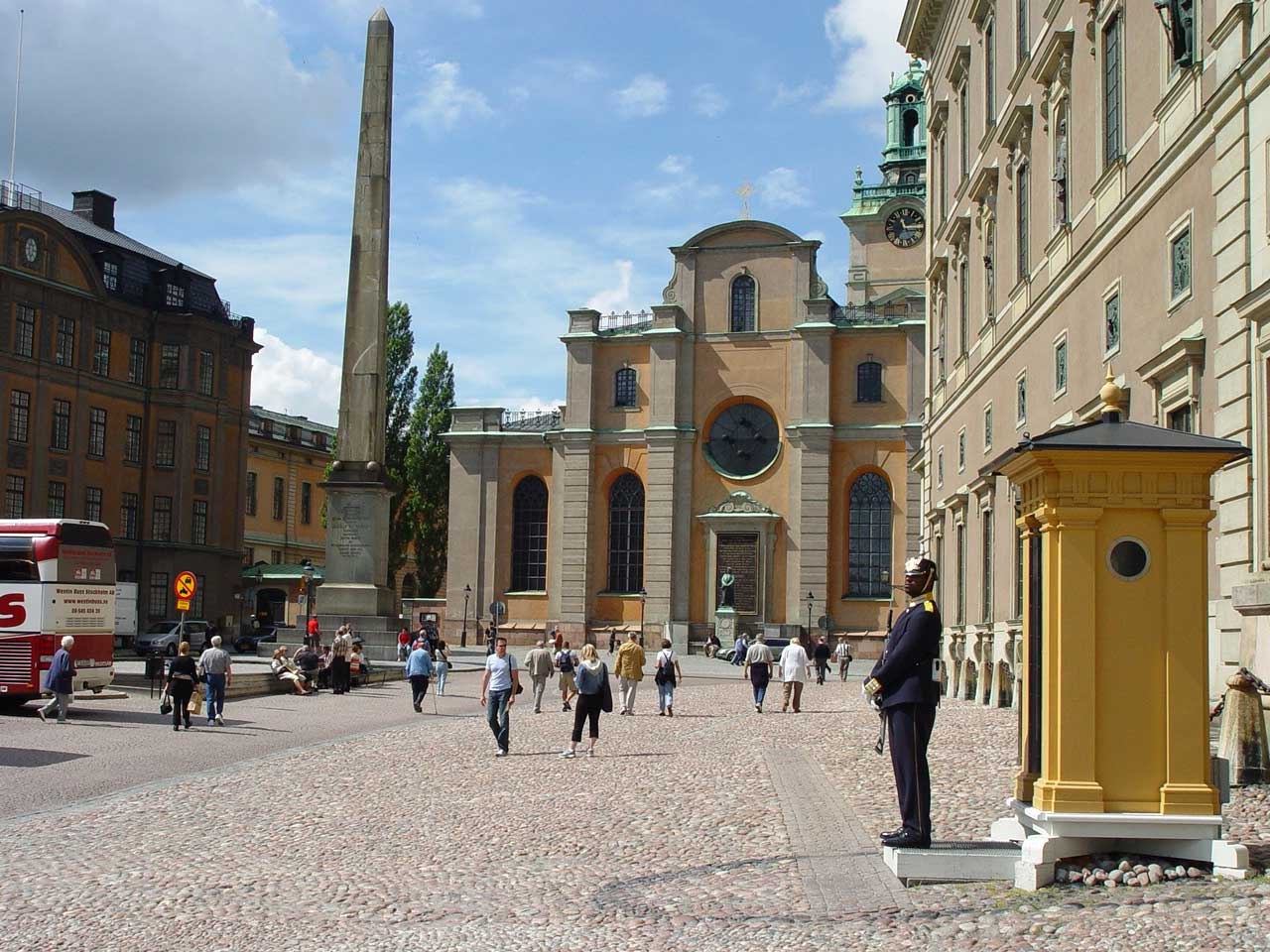
La sección superior de Slottsbacken frente al Palacio Real y la Catedral.

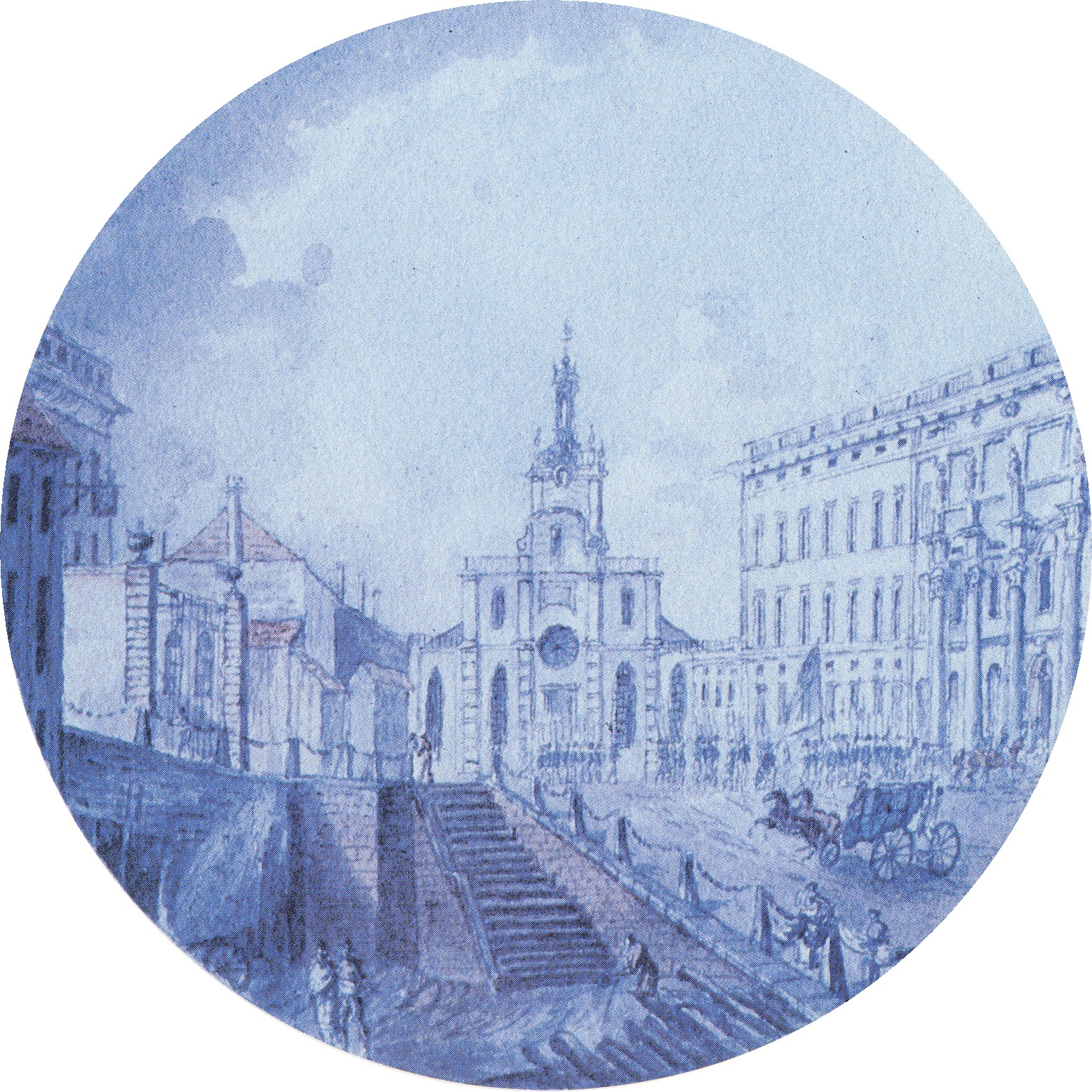
Slottsbacken durante la década de 1780. De derecha a izquierda: Palacio Real de Estocolmo, Storkyrkan, Teatro Bollhuset y Palacio Tessin. Dibujo de Martin Rudolf Heland.

Slottsbacken (AFI: ²slɔtsbakːɛn, literalmente «Cuesta del Castillo») es una calle de Gamla stan, el centro histórico de Estocolmo, Suecia. Se extiende hacia abajo desde la Catedral de Estocolmo y el Palacio Real hasta la calle Skeppsbron, que recorre la costa oriental del centro histórico. En el extremo oeste, el callejón Källargränd conduce hacia el sur hasta la plaza Stortorget, mientras que Storkyrkobrinken extiende Slottsbacken al oeste más allá de la catedral y Högvaktsterrassen, hacia abajo hasta la plaza Riddarhustorget. En el lado sur de Slottsbacken, tres callejones conectan con el interior del centro histórico: a cada lado del Palacio Tessin están Finska Kyrkogränd y Bollhusgränd, mientras que Österlånggatan empieza en la parte este de la cuesta.

## Historia

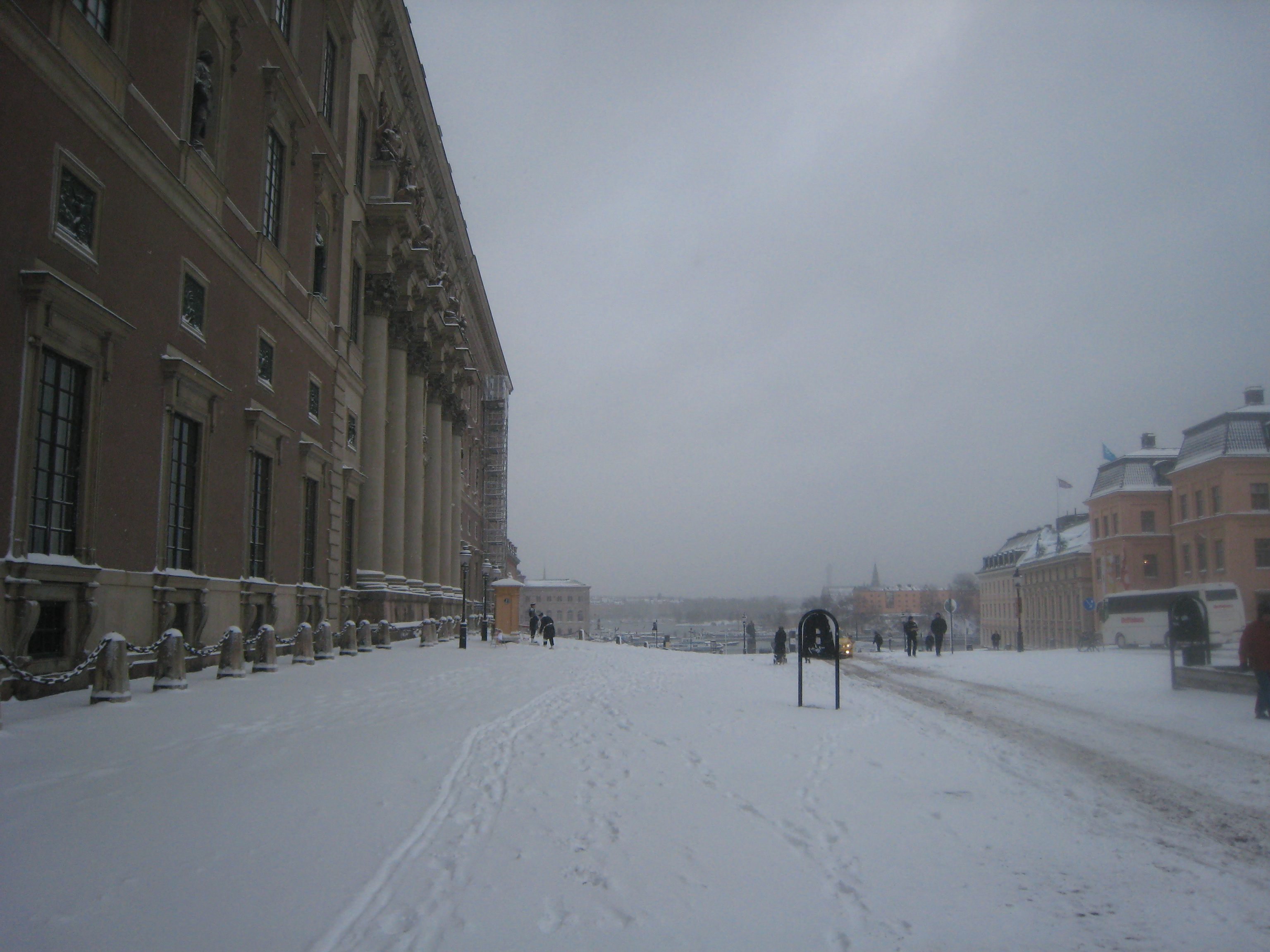
Slottbacken en noviembre de 2008.

La calle, que debe su nombre a la cercanía del Palacio Real, aparece por primera vez en registros históricos durante la segunda mitad del siglo XV (en 1476 como stalbakkan, «Cuesta de los Establos», y en 1478 como Slotz bakkan), y desde el comienzo el nombre no solo designaba la cuesta que baja hacia el agua, sino también el espacio abierto en su parte superior.
El actual palacio real, diseñado por Nicodemus Tessin el Joven y construido entre 1697 y 1760, fue precedido por el castillo medieval Tre Kronor («Tres Coronas»), que fue reconstruido varias veces durante su existencia y finalmente destruido por un incendio en 1697. En época medieval había una cuesta de arena y grava al sur de este edificio, dejada deliberadamente sin urbanizar por razones defensivas. Probablemente más ancha que la cuesta actual, se extendía hacia el sur hasta los establos reales, los huertos y los puestos de carnicería que había en el lado opuesto al palacio. En 1520, se pidió a los burgueses de la ciudad que trasladaran sus establos de la «Cuesta de los Establos» (Stallbacken) a las colinas que rodean la ciudad. Se construyeron nuevas murallas defensivas alrededor del palacio real durante el siglo XVI a expensas de la zona abierta que lo rodeaba, construcciones defensivas anticuadas a principios del siglo XVII.
A finales del siglo XVII, la cuesta había sido transformada en una calle extremadamente estrecha entre el ancho foso del palacio y las coloridas estructuras del lado sur. Partes del foso, de cinco metros de profundidad, se usaron como teatro y se equiparon con una superestructura.
Según se construía el nuevo palacio, la cuesta fue rediseñada para convertirse en su grandiosa antecámara barroca, y las estructuras y jardines del lado sur fueron consecuentemente sustituidos por edificios más prestigiosos de piedra. Aunque el exterior del palacio estaba más o menos completado en la década de 1750, las obras en la cuesta, la entrada principal del palacio, todavía estaban en marcha a finales de ese siglo.

## Edificios y estructuras notables

### Palacio Real

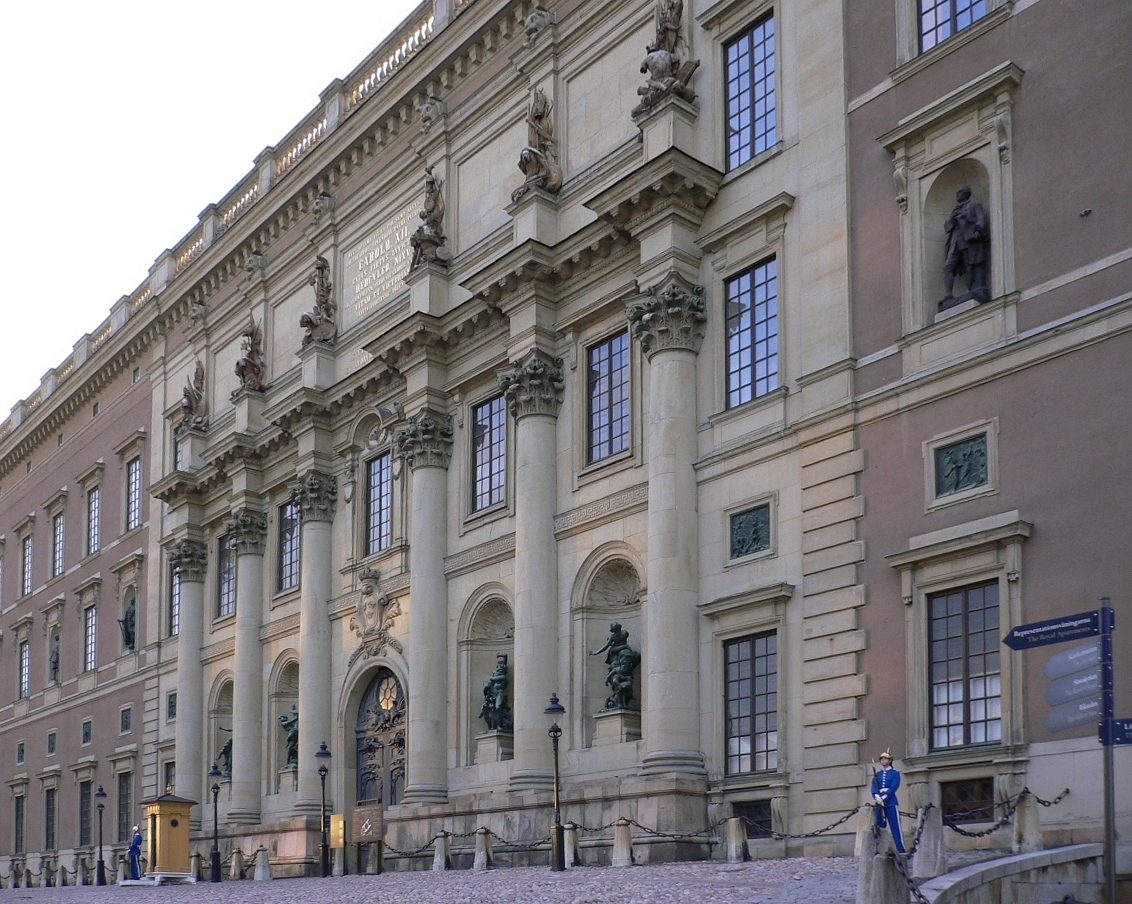
Fachada sur del Palacio Real.

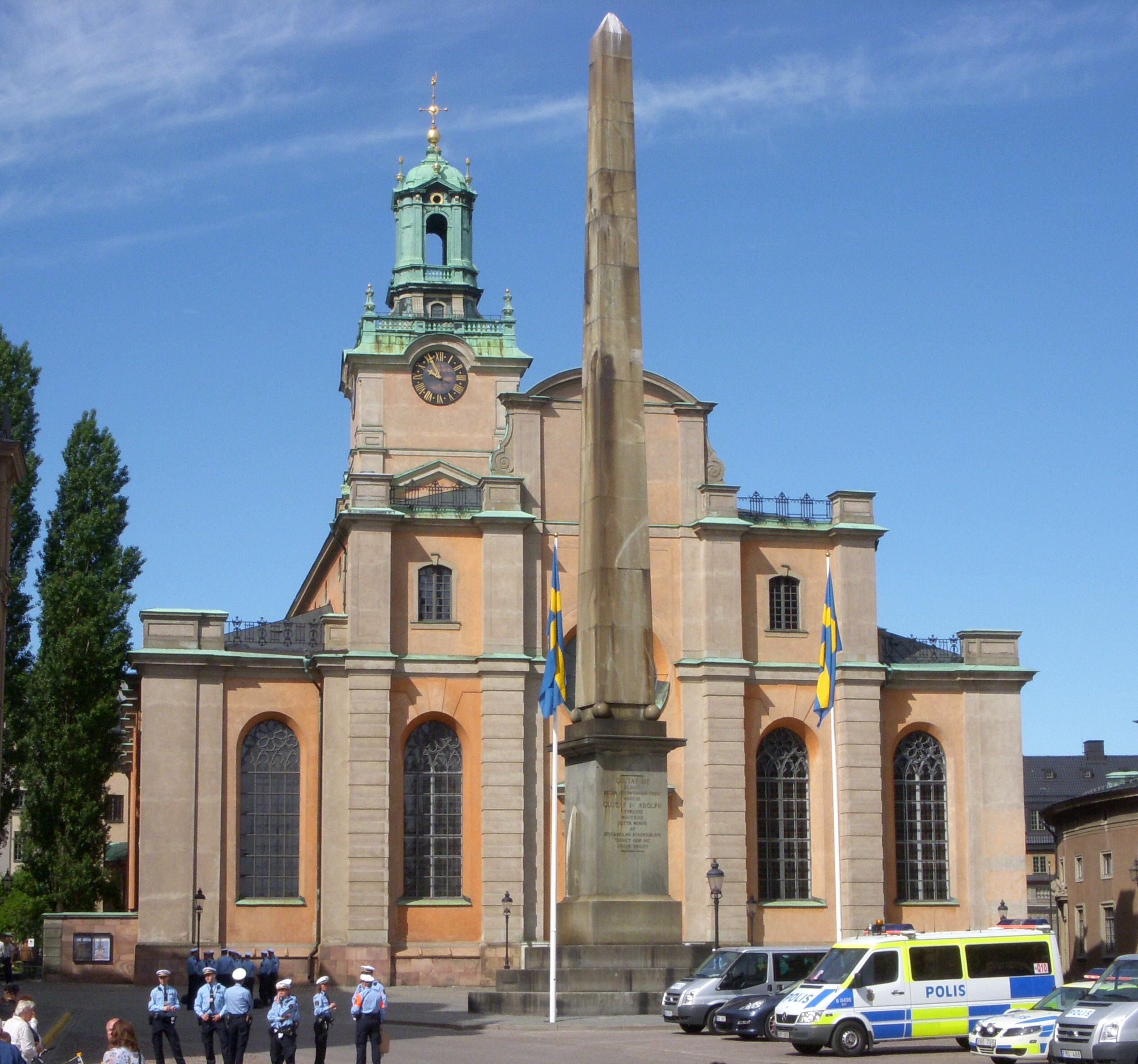
La Catedral con el obelisco delante.

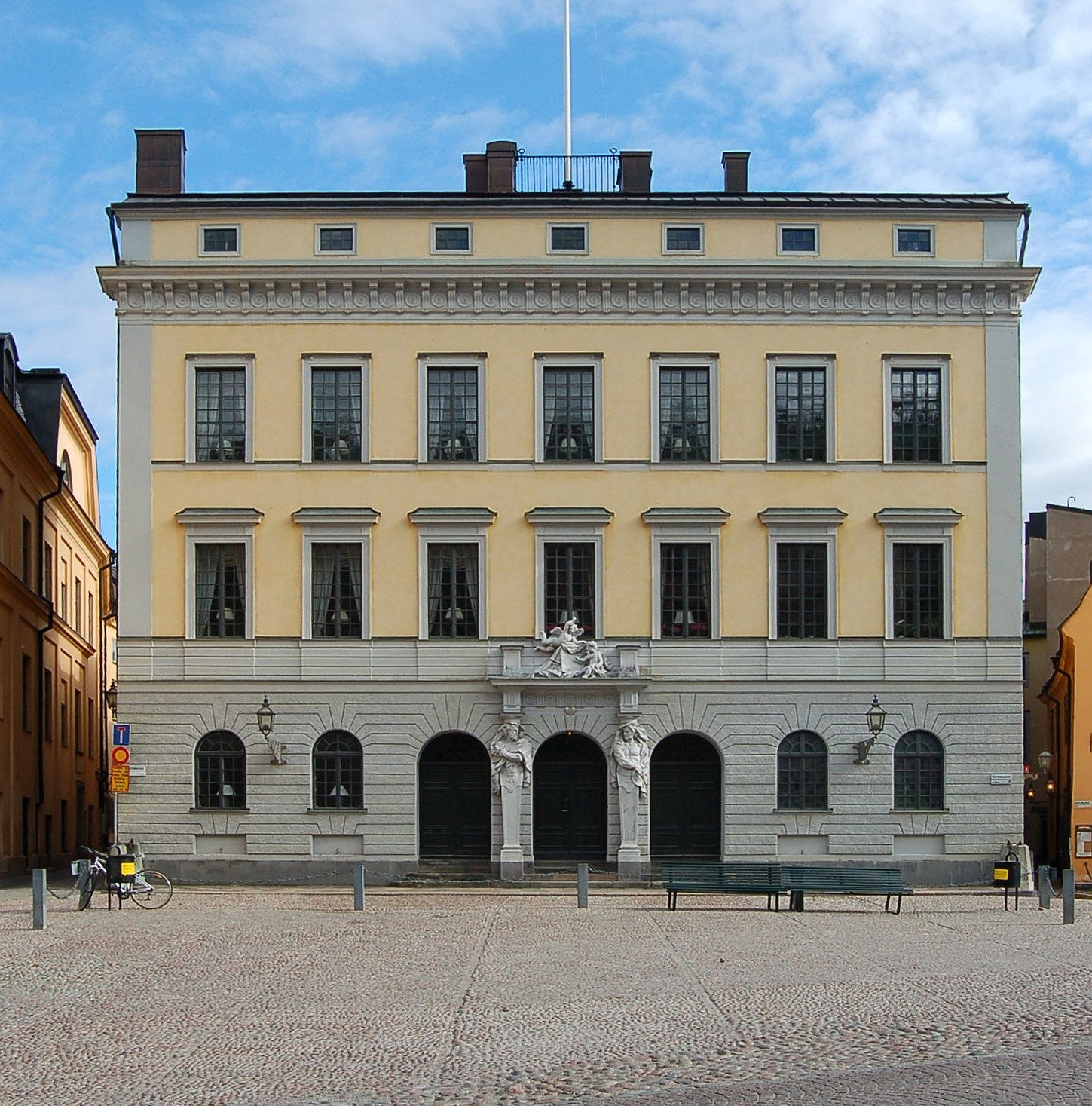
El Palacio Tessin.

Aunque las cuatro fachadas del Palacio Real están construidas en ladrillos y comparten un programa unitario, cada una de ellas tenía un diseño diferente de acuerdo con sus diferentes funciones. La fachada sur, que representa a la Nación y oculta la Capilla Real y el Rikssal (la sala del trono real), da hacia la entrada principal del palacio y es consecuentemente la más grandiosa de las cuatro. Está dominada por un arco triunfal romano de caliza y decorada con seis trofeos de guerra, cuatro escenas de secuestro de Bouchardon y dieciséis relieves que representan escenas mitológicas. La balaustrada sobre la parte central iba originalmente a ser decorada con una serie de esculturas. Mientras que la alta parte central, de 115 metros de anchura, está flanqueada por un ala este de 48 metros de longitud, la correspondiente ala oeste tiene solo 11 metros, ya que los planes originales del arquitecto de demoler la catedral medieval fueron ignorados. Las estatuas en las ocho hornacinas, que datan de 1899–1902, representan a suecos célebres de finales del siglo XVII: Dahlbergh, M. Stenbock, Stiernhielm, Polhem, Tessin, Adelcrantz, Linneo y von Dalin.

### Catedral de Estocolmo
Las cinco secciones de la fachada este de la Catedral de Estocolmo reflejan las tres naves medievales originales y las dos naves laterales. La estatua de mármol de Olaus Petri (1493–1552), que data de 1897 y fue tallada por Theodore Lundberg, conmemora al reformador, el cual, inspirado por los estudios realizados en Alemania pagados por el Rey Gustavo Vasa, tradujo la Biblia al sueco y tuvo un papel fundamental en el desarrollo del idioma sueco. Fue el jefe de la iglesia desde 1543 hasta 1552 y está enterrado en ella.
En el pavimento de adoquines entre la catedral y el palacio hay dos marcas que muestran la ubicación del bastión suroeste del palacio medieval y el santuario este de la iglesia medieval destruido por el Rey Gustavo Vasa para dar a los cañones del palacio más espacio.

### La Casa Real
Construida en 1910 según el diseño de Erik Josephson (1864–1929), el edificio alto en el número 2 fue muy criticado porque sustituyó un edificio más bajo, cuya fachada cóncava hacía que el espacio frente al palacio pareciera más ancho, y el estilo que representaba (hyreshusbarock, «edificio de apartamentos barroco») fue considerado censurable para el escenario real. El edificio está, sin embargo, ocupado por la Casa Real (Hovstaterna).

### Palacio Tessin
En respeto a la cercanía del palacio real y como consecuencia de la forma irregular de la parcela, la relativamente discreta fachada de tres plantas del palacio privado de Nicodemus Tessin el Joven muestra muy poco del elaborado jardín barroco que se encuentra en el patio interior. El portal de caliza de Ferdinand Foucquet, uno de los escultores monumentales más importantes del barroco sueco, da una sugerente pista del interior, ricamente decorado. La fachada estaba flanqueada originalmente por dos muros perpendiculares a la fachada. El edificio es actualmente la residencia del gobernador del condado de Estocolmo.

### Iglesia Finlandesa

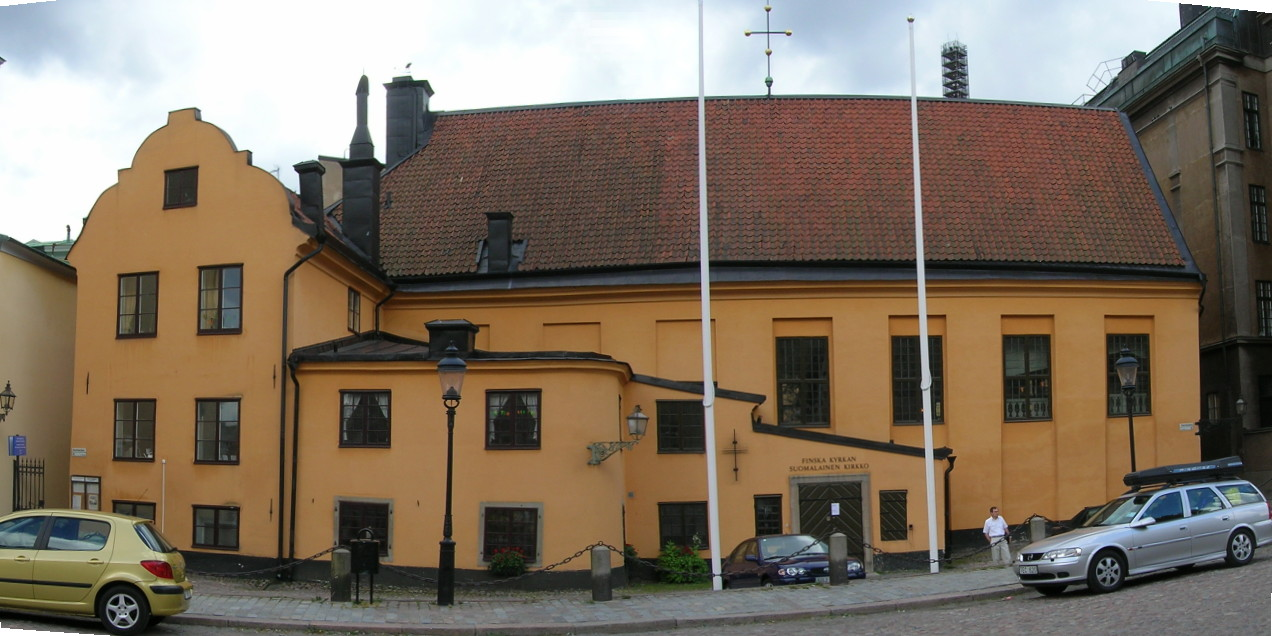
La Iglesia Finlandesa.

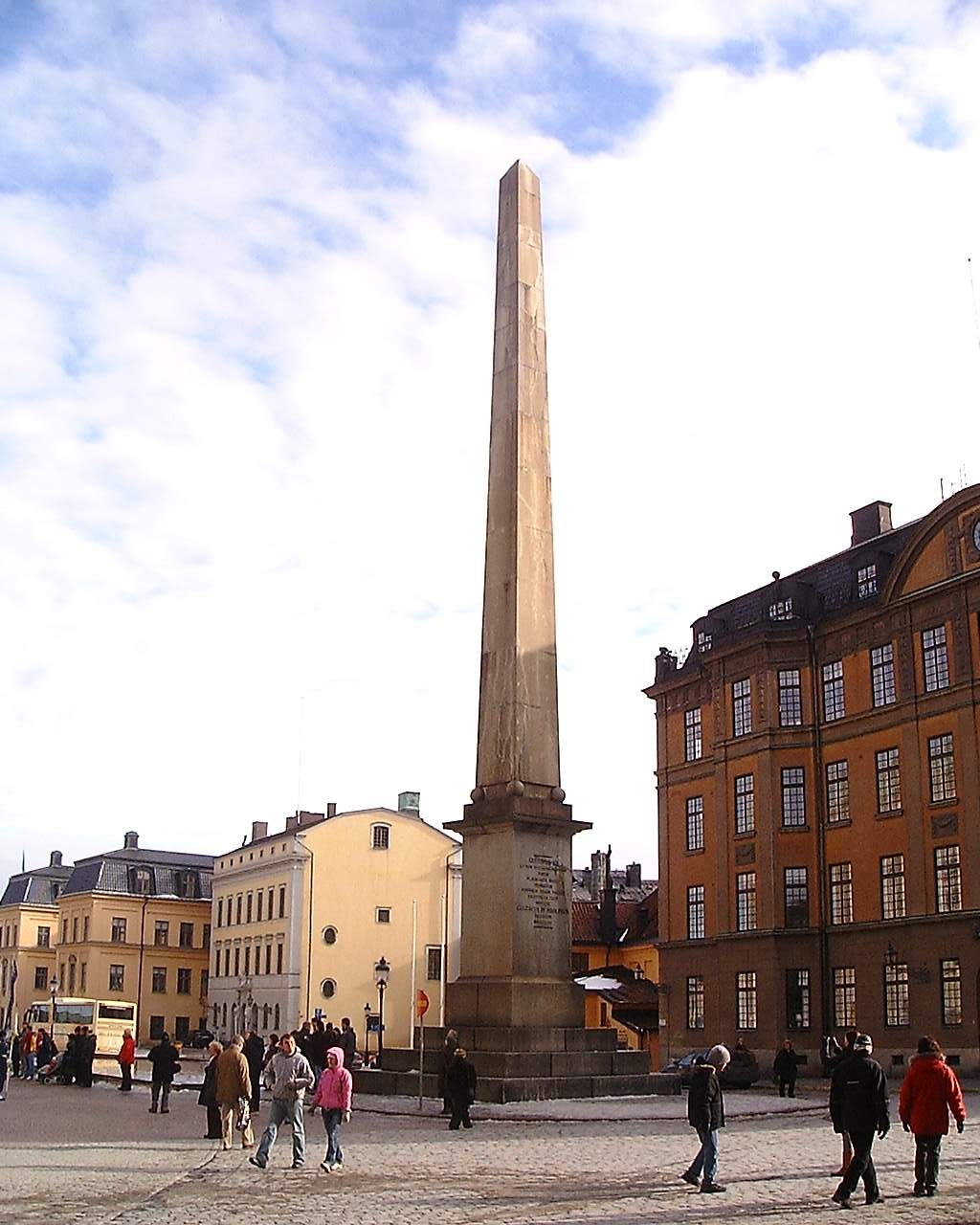
Obelisco.

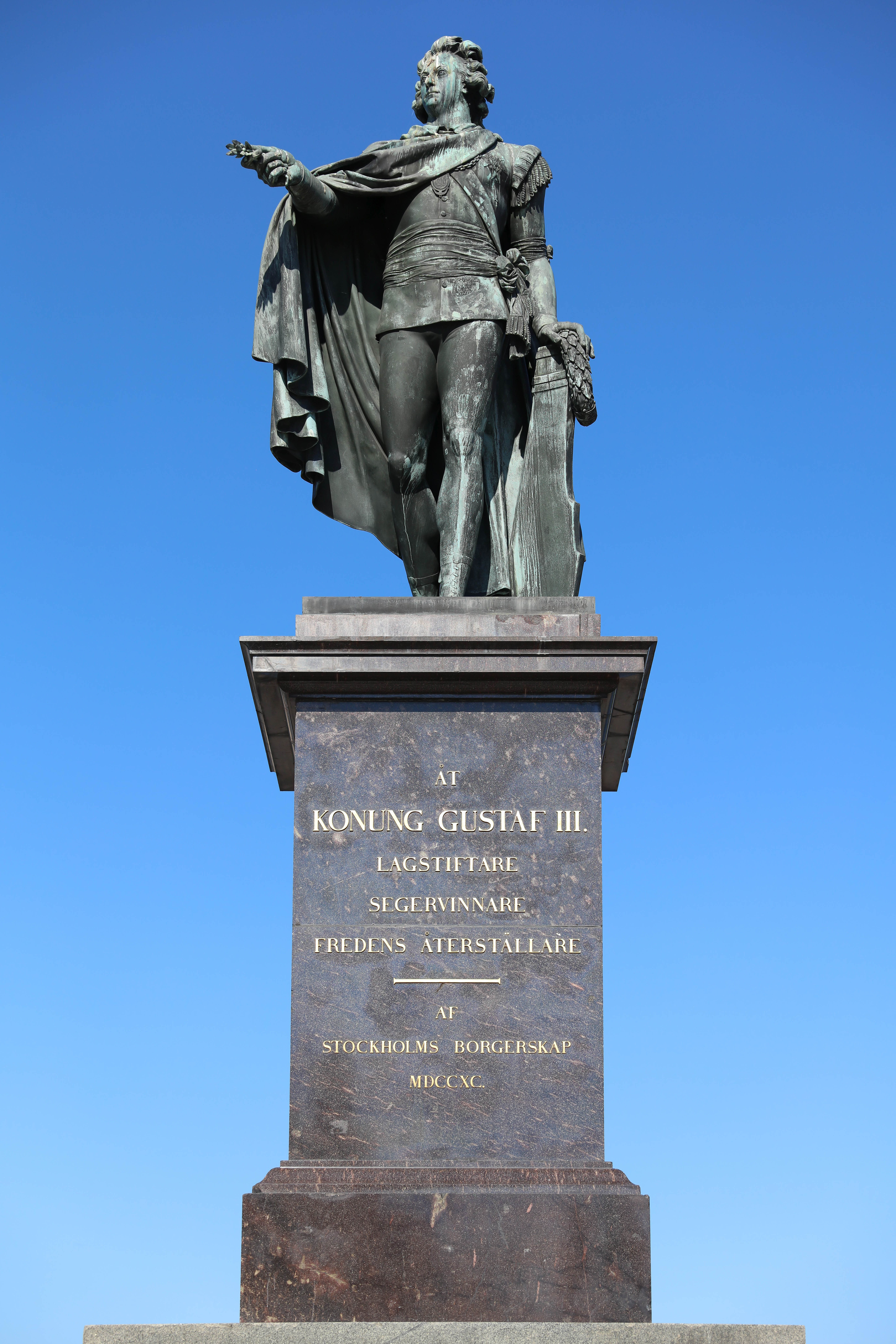
Estatua de Gustavo III.

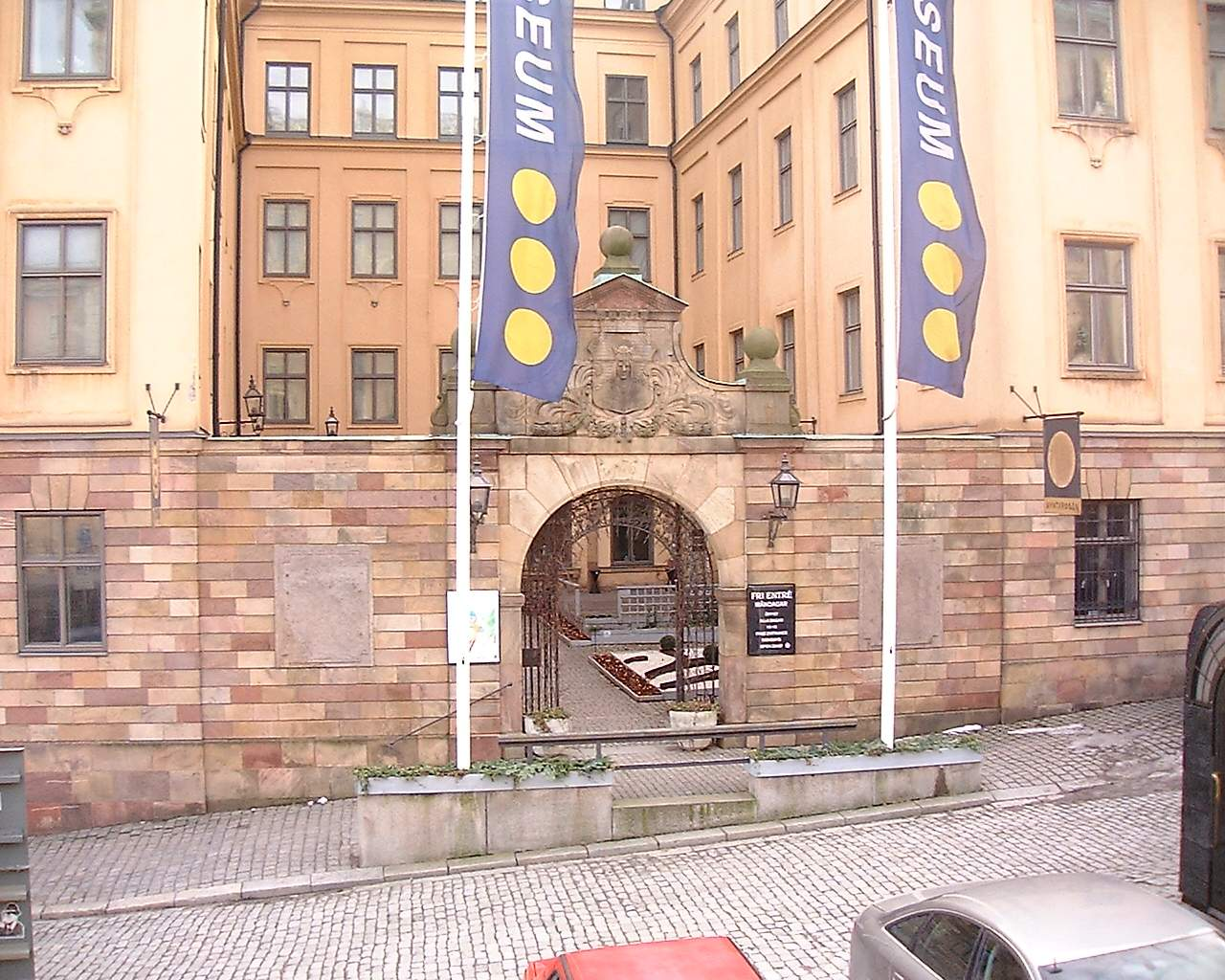
El Gabinete Real de Monedas.

Finlandia fue parte de Suecia hasta 1809, y la parroquia nacional de la Iglesia Finlandesa fue fundada en Estocolmo en 1533, en esa época alojada en la antigua abadía de los dominicos. En 1725 la parroquia finlandesa adquirió un edificio construido en la parcela actual entre 1648 y 1653, destinado originalmente a los juegos de pelota, y llamado por tanto Lilla bollhuset, pero usado principalmente como teatro. En el interior, el salón del órgano todavía se parece a la galería de la antigua Bollhuset. Debido a que la iglesia nunca tuvo un camposanto adjunto, la Iglesia de Catalina en Södermalm fue de gran importancia para la parroquia finlandesa hasta el siglo XIX.

### El obelisco
El obelisco de granito de 22 metros de altura de 1800, fue diseñado por el arquitecto Jean Louis Desprez. Encargado por el Rey Gustavo III y erigido por el inventor y coronel Jonas Lidströmer, fue producto de la gratitud de los reyes a los burgueses de Estocolmo que defendieron la ciudad mientras el rey estuvo en la guerra con Rusia de 1788-1790. Inspirado en los obeliscos egipcios, se estrecha verticalmente para terminar en una forma piramidal, pero está, sin embargo, compuesto por varias piedras.

### Estatua de Gustavo III
La estatua de bronce de Gustavo III junto al muelle, sobre su alta base de pórfido, es de 1808 y fue diseñada por Johan Tobias Sergel y erigida por su amigo, el inventor y coronel Jonas Lidströmer, quien también diseñó la base con las escaleras que rodean de la estatua, combinando así con los muelles de los alrededores, de los que él era responsable. Inspirado por el Apolo de Belvedere y encargado por el propio rey, muestra al monarca vestido en uniforme naval con un manto, entregando una ramita de olivo al pueblo sueco al aterrizar heroicamente en el muelle tras la guerra con Rusia de 1788-1790.

### Armería Real
La relativamente discreta entrada a la Armería Real situada bajo el ala este del palacio esconde el galardonado museo creado entre 1971 y 1978 exponiendo trajes reales, coronas, carruajes y armas bajo las bóvedas del sótano del palacio.

### Gabinete Real de Monedas
El Gabinete Real de Monedas es una institución con responsabilidad nacional para la conservación y los estudios históricos de monedas, medallas y finanzas en general. Mediante sus exposiciones la institución ofrece ideas sobre la historia económica del mundo, prestando objetos de su colección a investigadores y exposiciones de todo el mundo ayuda a desarrollar el conocimiento de su ámbito, y su registro nacional de monedas es de gran importancia para los estudiosos de Suecia. Encima del portal hay una obra de arte de Elisabeth Ekstrand de 1996 llamada Vattenporfyrlek («Juego de agua y pórfido») hecha de pórfido y mármol.